# Plavecký hrad
Plavecký hrad (v minulosti byl nazýván také Detrech, Hrad Polovcov, Podplšec) je zřícenina, která se nalézá nad slovenskou obcí Plavecké Podhradie na kopci Pohanská na západním úpatí Malých Karpat. Na severním úbočí se nachází vchod do Plavecké jeskyně.

## Historie

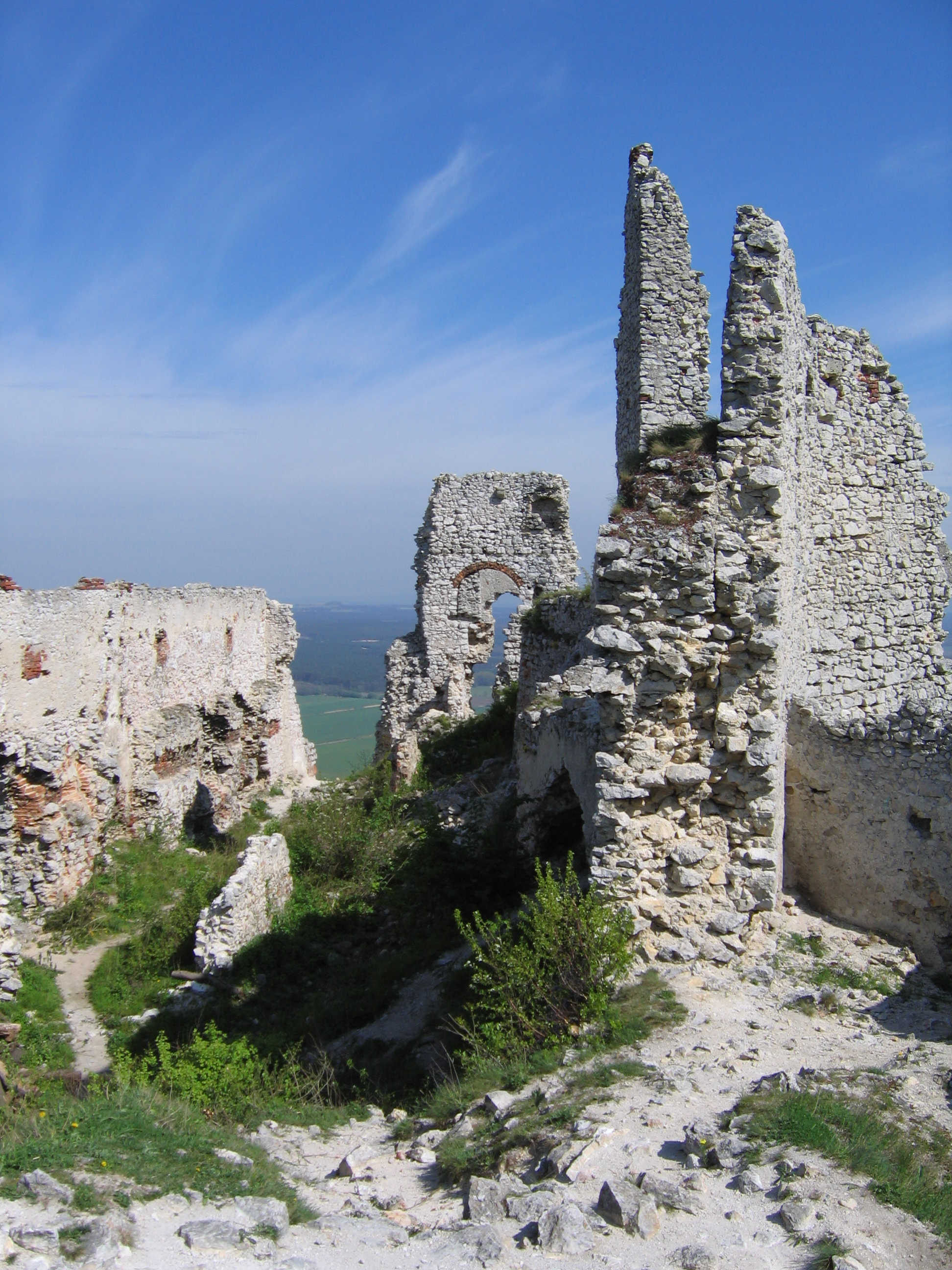
Plavecký hrad

Hrad vznikl jako královská pohraniční pevnost mezi lety 1256 až 1273. Místní jméno Plavecký pochází od kmene Polovců, kteří byli původně maďarskými králi pověřeni ochranou hranic a na hradě sídlili. Od roku 1398 byl majetkem Stibora ze Stibořic. Do 16. století jej vlastnila hrabata ze Svätého Jura a Pezinku, poté Seréďové, 1553–1575 Fuggerové, po nich Balašové. V druhé polovině 16. století byl hrad přestavěn na renesanční pevnost s několika dolními nádvořími. Od 1641 nepřetržitě až do 20. století byli jeho vlastníky Pálffyové. Postupně byl znovu opevňován a udržován i v průběhu 17. století, kdy byl také doplněn o nové dělové bašty. V roce 1706 byl poškozen císařským vojskem, které jej dobývalo proti povstalcům, nasazeným tam Františkem II. Rákóczim. Od tehdy už obnoven nebyl. Sídlo panstva bylo přestěhováno v polovině 17. století do Malacek.